# Nguyễn Thị Hiền
Nguyễn Thị Hiền (sinh năm 1958) là Phu nhân của Chủ tịch nước Trần Đại Quang từ năm 2016 cho đến khi ông qua đời vào năm 2018. Bà được biết đến với các hoạt động từ thiện và nỗ lực thúc đẩy đầu tư nước ngoài và du lịch.

## Phu nhân chủ tịch nước
Với tư cách là Đệ nhất phu nhân Việt Nam, bà Hiền đã tháp tùng chồng trong nhiều chuyến thăm cấp nhà nước và đón tiếp các đệ nhất phu nhân và phu nhân các nhà lãnh đạo trong nhiều sự kiện như APEC Việt Nam 2017. Bà được biết đến với các hoạt động từ thiện trong nhiều thiên tai ở miền Trung Việt Nam và cũng tham gia xúc tiến đầu tư và du lịch cho tỉnh Vĩnh Phúc.

## Gia đình
Bà là vợ của cố Chủ tịch Trần Đại Quang. Họ nảy sinh tình cảm trong những năm còn là học sinh cấp 3 tại quê hương tỉnh Vĩnh Phúc và kết hôn khi cả hai chuyển đến sinh sống tại Hà Nội. Họ có một con trai là Trần Quân (SN 1984), hiện là Tổng Giám đốc Kho bạc Nhà nước Việt Nam.